# Pinanga heterophylla
Pinanga heterophylla är en enhjärtbladig växtart som beskrevs av Odoardo Beccari. Pinanga heterophylla ingår i släktet Pinanga och familjen Arecaceae. Inga underarter finns listade i Catalogue of Life.